# Plouescat
Plouescat (en bretó Ploueskad) és un municipi francès, situat a la regió de Bretanya, al departament de Finisterre. L'any 2006 tenia 3.741 habitants. A l'inici del curs 2007 el 17,7% dels alumnes del municipi eren matriculats a la primària bilingüe.

## Demografia
| 1962                                       | 1968  | 1975  | 1982  | 1990  | 1999  |  |
| ------------------------------------------ | ----- | ----- | ----- | ----- | ----- |  |
| 4.042                                      | 4.003 | 4.008 | 3.935 | 3.689 | 3.660 |  |
| Des de 1962: població sense dobles comptes |       |       |       |       |       |  |

## Administració
| Període   | Identitat    | Partit        |
| --------- | ------------ | ------------- |
| 1989-2001 | Daniel Jacq  | Divers gauche |
| 2001-2008 | Jérôme Blonz | Divers droite |
| 2008-     | Jean Le Duff | Divers gauche |